# Politica dell'Australia bianca

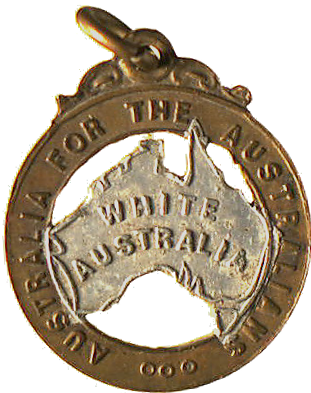
L'Associazione dei nativi australiani, composta da bianchi nati in Australia, produsse questo distintivo nel 1911. Il primo ministro Edmund Barton era un membro dell'associazione. Il distintivo mostra l'uso dello slogan "Australia bianca" in quel periodo.

La politica dell'Australia bianca o White Australia Policy fu un movimento politico isolazionista e di corrente xenofoba attivo in Australia dal 1901 al 1973, volto a limitare o bloccare totalmente i flussi immigratori dall'estero che incutevano timore di sovraimmigrazione tra i pionieri.
È storicamente riconosciuto che l'ideatore e artefice di questo movimento fu Alfred Deakin, convinto che cinesi e giapponesi costituissero una seria minaccia al progresso del popolo bianco australiano, soprattutto per le proprie caratteristiche di instancabili lavoratori e la loro resistenza allo scarso tenore di vita.
Prima dell'avvento dell'Australia bianca vi è stata una legislazione anti-immigrazione emanata dalle singole federazioni, conseguente al fenomeno dei primi anni 1850, durante il pieno svolgimento della corsa all'oro, quando immigrati cinesi venivano in migliaia nell'isola alla ricerca di lavoro come minatori e operai minacciando di superare la maggioranza democratica sui bianchi.

## Pre-Australia bianca

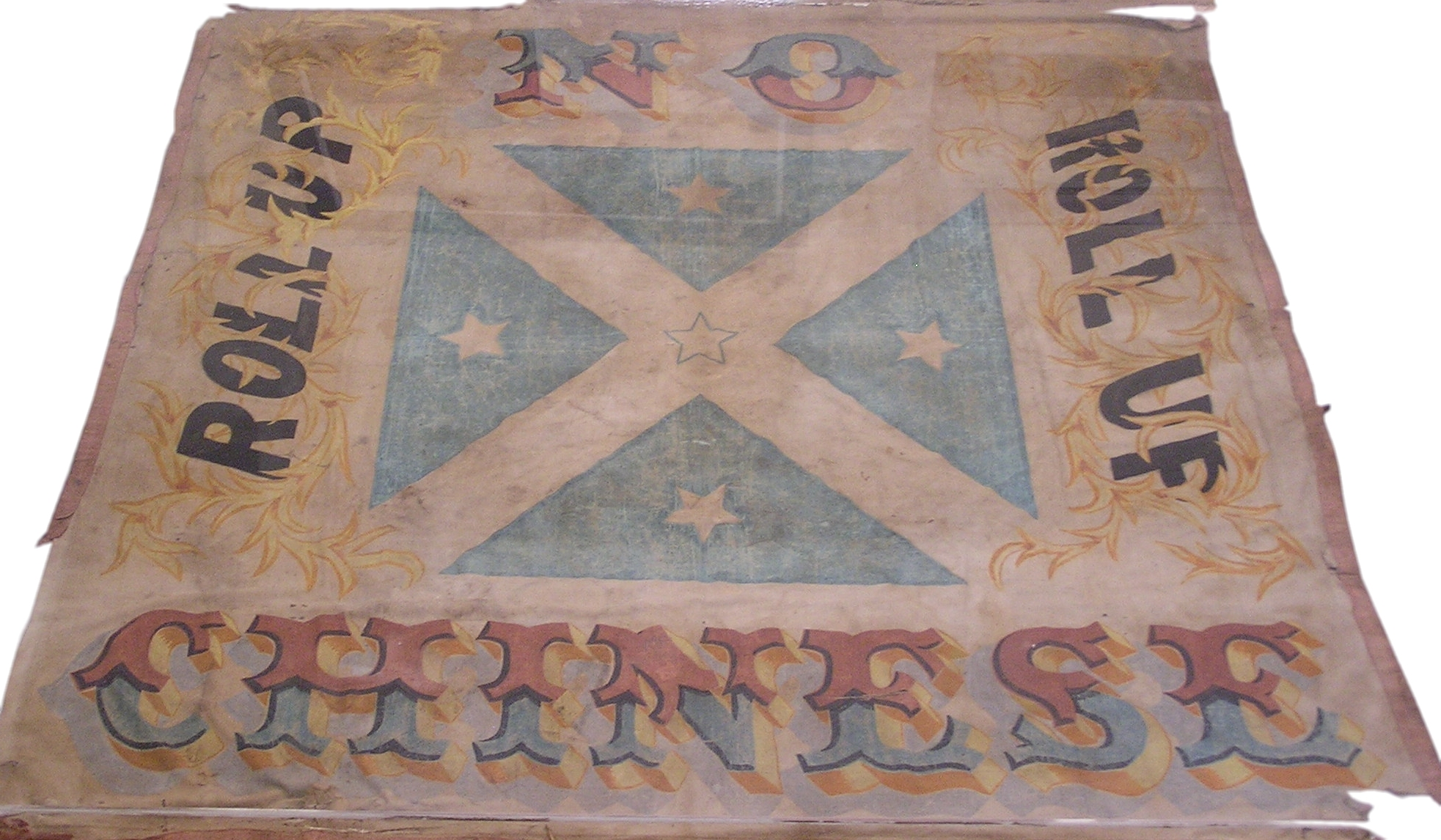
Bandiera anticinese degli anni 1850.

Nel 1851, dall'avvento della grande corsa all'oro australiana, la ricerca di manovalanza per l'estrazione dell'oro spinse decine di migliaia di cinesi a immigrare verso il continente.
Al 1870, in Australia risulteranno esserci oltre 40.000 immigrati cinesi maschi e 11 donne, per la maggior parte provenienti dalla Cina continentale e impiegati soprattutto in campi di lavoro e miniere.
I primi segnali di instabilità causata dalla forte immigrazione si hanno tra il 1860 e il 1861, quando soprattutto nella comunità mineraria di Lambing Flat, oggi rinominata Young (Nuovo Galles del Sud), e in cittadine contigue come Spring Creek, Stoney Creek, Back Creek, Wombat, Blackguard Gully e Tipperary Gully, le continue divergenze tra lavoratori bianchi e asiatici diede vita una violenta sommossa che causò innumerevoli morti da entrambe le parti.
A seguito degli scontri, il governatore Charles Hotham istituì una commissione reale con il compito di discutere provvedimenti politici e sociali da prendere in maniera di immigrazione e sicurezza.
Prendendo esempio dal piccolo Stato Victoria che regolamentava rigide restrizioni alla comunità cinese al fine di evitare problemi sociali, la commissione promulgò una serie di restrizioni circa l'immigrazione dalla Cina, e nel 1861 il Nuovo Galles del Sud fu il secondo Stato australiano ad attuare il nuovo sistema legislativo.
È tuttavia da chiarire se queste leggi anti-cinesi furono abrogate durante gli anni 1870 o rimasero in vigore negli Stati ottemperate in maniera molto minore.

## Immigration Restriction Act1901
La nascita di questo movimento è da ricercarsi in uno dei primi atti legislativi approvati dal parlamento australiano, l'Immigration Restriction Act del 23 dicembre 1901, che introdusse importanti restrizioni a partire dal 1901.
Negli anni successivi la seconda guerra mondiale, i vari governi di stampo liberale contribuirono a limitare l'utilizzo di questa legge, sino a decretarne lo scioglimento nel 1973, con la mozione e approvazione della Racial Discrimination Act che ha stabilito illegale il razzismo in ogni sua forma, riabilitando la società multietnica e politiche concernenti.

## Eredità e società contemporanea
La fine dell'Australia bianca ha significato la riapertura delle frontiere a paesi extraeuropei, soprattutto asiatici e medio-orientali.
Al censimento della popolazione del 2001, il 39% della popolazione risultava essere di etnia bianca europea con avi appurati di origine britannica. 
Le persone che dichiaravano di avere origine europea occupavano la stragrande maggioranza democratica:
- Origini inglesi: 37% della popolazione
- Origini irlandesi: 11% della popolazione
- Origini italiane: 5% della popolazione
- Origini tedesche: 4,3% della popolazione
- Origini cinesi: 3,2% della popolazione
- Origini scozzesi: 3% della popolazione
- Origini aborigene: 2,2% della popolazione
- Origini greche: 2% della popolazione
- Origini olandesi: 1,5% della popolazione
- Origini polacche: 0,9% della popolazione
- Origini indiane: 0,9% della popolazione
- Origini libanesi: 0,9% della popolazione
- Origini vietnamite: 0,9 della popolazione

Il 77% della popolazione dichiarava di parlare l'inglese australiano come lingua madre, le lingue minoritarie maggiori sono l'italiano, il greco, il cantonese e l'arabo.